# Breve Catecismo de Westminster
O Breve Catecismo de Westminster foi formulado por teólogos ingleses e escoceses da Assembleia de Westminster, no séc. XVII. É um catecismo resumido, de orientação calvinista, composto de 107 questões. Junto da Confissão de Fé de Westminster e do Catecismo Maior de Westminster, compõe os símbolos de fé das igrejas presbiterianas ao redor do mundo. Originalmente elaborado para o uso com crianças, revela contudo, um conteúdo de grande valor, aplicável a adultos. Obra de grande valor pela sistematização fiel de verdades bíblicas que apresentam para que, como nossos antepassados, também confrontemos biblicamente os erros dos nossos dias.